# Klimov RD-500
Le Klimov RD-500 était une copie soviétique non autorisée du turboréacteur Rolls-Royce Derwent Mk.V britannique, qui fut vendu à quelques exemplaires en 1947 à la Russie. Produit sans le moindre accord de licence entre les deux pays, l'OKB Klimov l'adapta aux méthodes de production et aux matériaux soviétiques.

## Développement
La production de dessins en unités métriques (les britanniques emploient les unités impériales) et l'analyse des matériaux utilisés dans la construction du Derwent furent assez rapides. Trouver un substitut pour l'alliage d'acier Nimonic 80, résistant aux hautes températures et au fluage, se révéla un défi autrement difficile. Un éventuel alliage, correspondant aux caractéristiques de températures du Nimonic fut trouvé, le Khn 80T, mais il ne tolérait pas le fluage. La première copie de Derwent, désignée RD-500 (en russe : « Reaktivnyy Dvigatel », turboréacteur) après que le moteur ait été construit dans l'usine no 500, fut testée le 31 décembre 1947. Malheureusement, des problèmes firent rapidement apparition : La combustion était instable, ce qui causa des fissures dans les chambres de combustion. Il est probable que cet échec ait été dû en partie aux modifications apportées par les Soviétiques au carburant, à la vitesse de rotation et au système de démarrage du moteur. Ces problèmes furent cependant vite réglés et, en septembre 1948, le moteur effectua avec succès le « test des 100 heures », permettant de valider son acceptation par les services du gouvernement soviétique.
Le RD-500 était une copie très semblable au Derwent, avec un étage de compresseur centrifuge unique, neuf chambres de combustion et une turbine unique. Il délivrait une poussée identique à celle du moteur britannique (15,9 kN) et ne pesait que 13,7 kg de plus. Le gros problème de ce moteur en service venait de ses pales de turbine, dont 30 % de la production échouait aux étapes de contrôle de qualité, en raison d'une recristallisation après le moulage. La faible résistance au fluage du Khn 80T résulta en de dangereux allongements des pales de la turbine. Près de 40 % des premières séries du RD-500 devaient être ajustés individuellement avant leur livraison, et leur vie en service ne parvint jamais à atteindre les 100 heures atteintes pendant la séance de validation des tests de septembre 1948.
Les Soviétiques éprouvaient d'énormes difficultés à construire les moteurs au standard requis, comme peuvent en attester les 20 000 hommes-heures (hh) nécessaires à la construction d'un seul moteur en 1947. Cette valeur revint à un chiffre acceptable de 7 900 hh vers novembre 1948, et baissa encore à 4 734 hh le 1er mars 1949, se rapprochant ainsi de l'objectif initial fixé de 4 000 hh. La production de l'usine no 500 était de 97 exemplaires en 1948 et de 462 exemplaires en 1949. L'usine no 16, à Kazan, fut intégrée au programme et construisit 300 moteurs en 1949. La production fut cessée vers 1950, en faveur du plus puissant Klimov VK-1, également basé sur un moteur britannique, le Rolls-Royce Nene.
Le RD-500 fut utilisé par un nombre important de chasseurs d'après-guerre, parmi lesquels les Lavotchkine La-15, Yakovlev Yak-25 et Yakovlev Yak-30, mais seul le Yakovlev Yak-23 fut accepté en service, même si ce fut certes en nombre restreint. Environ 859 exemplaires de ce moteur ont été construits.

## Applications
- Lavochkin La-15
- Mikoyan-Gourevich KSK (avion de tests)
- KS-1 Komet
- Yakovlev Yak-23
- Yakovlev Yak-25 (en)
- Yakovlev Yak-30 (en)
- Yakovlev Yak-1000

## Utilisateur
- Union soviétique